# Andrzej Aleksander Radomicki
Andrzej Aleksander Radomicki herbu Kotwicz (ur. 1660, zm. 24 grudnia 1726 w Konarzewie) – marszałek Trybunału Głównego Koronnego w 1709 roku, kasztelan gnieźnieński, poznański, kaliski, wojewoda kaliski i poznański, starosta osiecki.

## Rodzina
Syn Kazimierza Władysława (1623-89), kasztelana kaliskiego i Zofii Ossowskiej. Brat Macieja, kasztelana kaliskiego, wojewody inowrocławskiego, kaliskiego i poznańskiego. Przyrodni brat Władysława, kasztelana i wojewody poznańskiego. Siostra Zofia Radomicka, poślubiła Andrzeja Szołdrskiego, kasztelana biechowskiego. Została matką Ludwika Szołdrskiego, kasztelana gnieźnieńskiego, wojewodę inowrocławskiego, poznańskiego i kaliskiego. Z małżeństwa z Franciszką Czarnkowską, córką Adama Uriela Czarnkowskiego pozostawił syna Jana Antoniego.

## Pełnione urzędy
Początkowo starosta nakielski i poznański.
Pełnił obowiązki kasztelana gnieźnieńskiego od 1702 roku. W latach 1702–1704 piastował urząd kasztelana kaliskiego. W latach 1704–1709 był kasztelanem poznańskim. Powołany na stanowisko wojewody kaliskiego w 1709 roku. Urząd ten sprawował do 1711 roku. W latach 1711–1726 był wojewodą poznańskim. Dnia 14 stycznia 1726 roku zrezygnował z urzędu wojewody poznańskiego na rzecz brata Macieja.
Marszałek powtórnych sejmików relacyjnych województw poznańskiego i kaliskiego w 1700, 1701 i 1702 roku. 

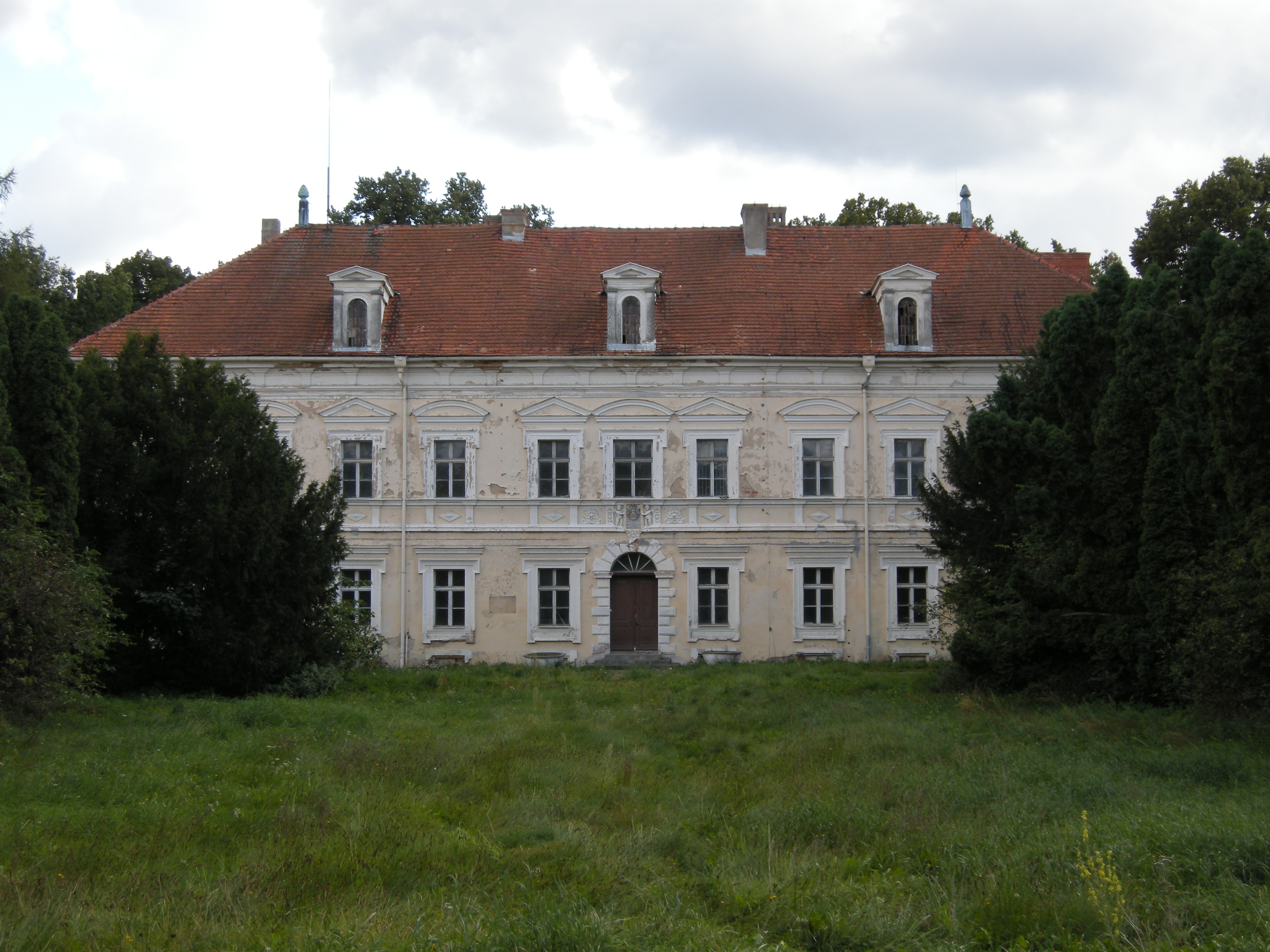
Pałac w Konarzewie

Zasłużony jako marszałek Trybunału Koronnego (1709). W polityce gorliwy zwolennik Sasów. Fundator Pałacu w Konarzewie. Dokonał przebudowy Kościoła Św. Marcina w Konarzewie.
Był elektorem Augusta II Mocnego w 1697 roku z województwa kaliskiego.
Odznaczony został Orderem Orła Białego.